# Naga Saribu (Dolok)
Naga Saribu is een bestuurslaag in het regentschap Padang Lawas Utara van de provincie Noord-Sumatra, Indonesië. Naga Saribu telt 86 inwoners (volkstelling 2010).